# Neolecanium craspeditae
Neolecanium craspeditae är en insektsart som beskrevs av Morrison 1929. Neolecanium craspeditae ingår i släktet Neolecanium och familjen skålsköldlöss. Inga underarter finns listade i Catalogue of Life.